# 3-methylpentan-2-ol
3-methylpentan-2-ol is een organische verbinding met als brutoformule C6H14O. Deze stof komt onder andere voor in hopplant. In de urine van aan 3-methylpentaan blootgestelde personen kan deze stof worden aangetoond.